# Sízova Griva
Sízova Griva (en rus: Сизова Грива) és un poble (un possiólok) de l'óblast d'Astracan, a Rússia, segons el cens del 2010 tenia 129 habitants.